# Sala Consilina
Sala Consilina é uma comuna italiana da região da Campania, província de Salerno, com cerca de 12.726 habitantes. Estende-se por uma área de 59 km², tendo uma densidade populacional de 216 hab/km². Faz fronteira com Atena Lucana, Brienza (PZ), Marsico Nuovo (PZ), Padula, Sassano, Teggiano.
Era conhecida como Consilino (em latim: Consilinum) durante o período romano.

## Demografia
| Variação demográfica do município entre 1861 e 2011                               |
|                                                                                   |
| Fonte: Istituto Nazionale di Statistica (ISTAT) - Elaboração gráfica da Wikipedia |